# 洛皮尼亚
洛皮尼亚（法語：Lopigna，法語發音：[lɔpiɲa]）是法国南科西嘉省的一个市镇，属于阿雅克肖区。

## 地理
洛皮尼亚（42°6'4"N, 8°50'36"E）面积19.53 平方千米，位于法国南科西嘉省，该省份位于科西嘉南部，后者为地中海西部的一座岛屿，也是法国的一个单一领土集体，位于法国大陆部分的东南面，意大利半島的西面，最临近的地块是撒丁岛。
与洛皮尼亚接壤的市镇（或旧市镇、城区）包括：阿尔博里、阿罗、罗萨齐亚、萨里多尔奇诺。

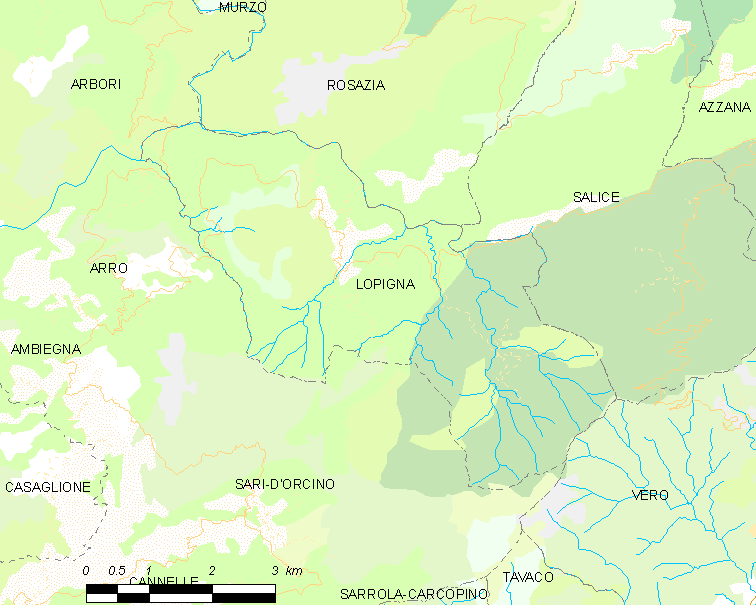
洛皮尼亚的OSM定位图

洛皮尼亚的时区为UTC+01:00、UTC+02:00（夏令时）。

## 行政
洛皮尼亚的邮政编码为20139，INSEE市镇编码为2A144。

## 政治
洛皮尼亚所属的省级选区为塞维-索鲁-奇纳尔卡县。

## 人口

1962-2008年间洛皮尼亚人口变化图示

洛皮尼亚于2022年1月1日时的人口数量为109人。